# Wolfgang Schmatz
Wolfgang Schmatz (* 1. April 1962 in Amberg) ist ein deutscher Triathlet und war Ironman-Amateurweltmeister seiner Altersklasse (2012, 2013 und 2017).

## Werdegang
Nach dem Studium der Freiwilligen Gerichtsbarkeit an der Bayerischen Fachhochschule der Rechtspflege in Starnberg begann Schmatz ein Dienstverhältnis bei der Bayerischen Staatsregierung als Diplom-Rechtspfleger (FH). Schmatz lebt in Kümmersbruck, ist verheiratet und hat eine Tochter.
Wolfgang Schmatz lernte den Triathlon in den 1980er Jahren bei der Bundeswehr auf der  Jedermann-Distanz kennen und seitdem absolvierte er etwa dreißig Ironman-Rennen auf der ganzen Welt.
Trainiert wird Schmatz von Susanne Buckenlei und er startet für den Verein CIS-Amberg. Seine Bestzeit auf der Triathlon-Langdistanz liegt bei 9:08:43 Stunden (aufgestellt 2003 bei der Challenge Roth). Beim Ironman Hamburg 2023 siegte Schmatz in seiner Altersklasse 60–64 in 9:53:36 Std. Im gleichen Jahr wurde er bayrischer Meister auf der Kurzdistanz seiner Altersklasse.